# Nasonovia
Nasonovia är ett släkte av insekter som beskrevs av Alexandre Mordvilko 1914. Nasonovia ingår i familjen långrörsbladlöss.

## Bildgalleri

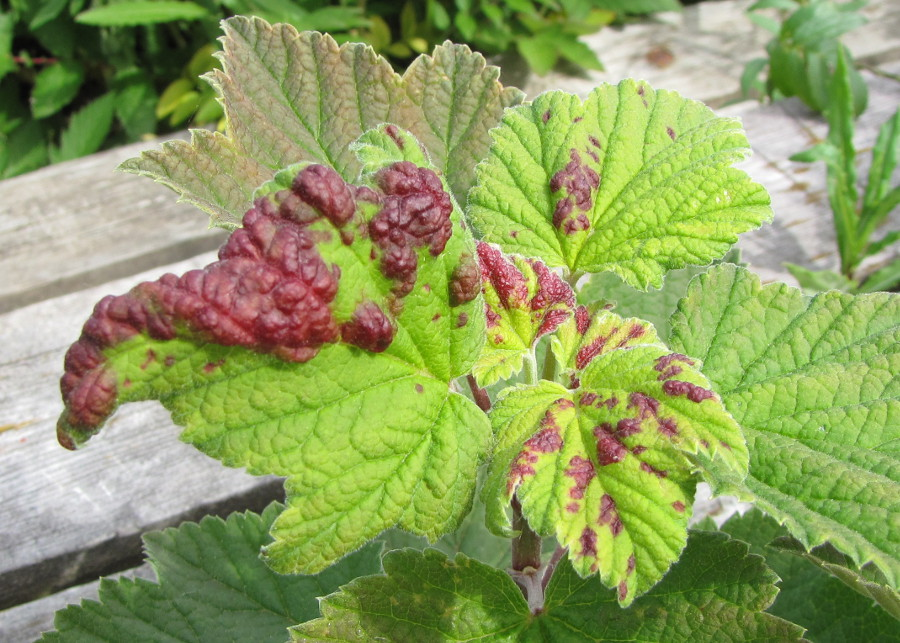
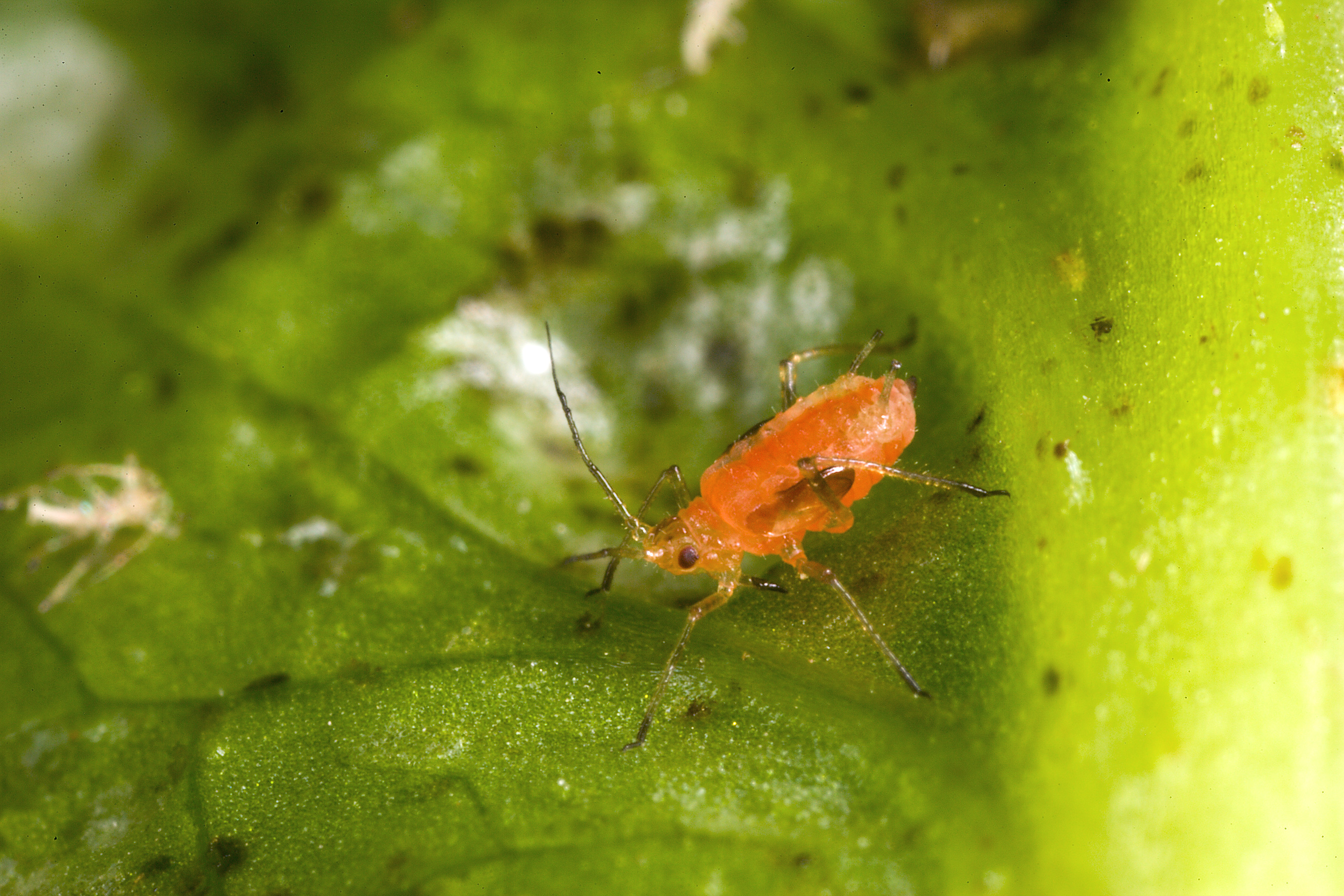

## Dottertaxa tillNasonovia, i alfabetisk ordning[1][2]
- Nasonovia acyrthosiphon
- Nasonovia alpina
- Nasonovia altaensis
- Nasonovia aquilegiae
- Nasonovia arizonensis
- Nasonovia borealis
- Nasonovia brachycyclica
- Nasonovia brevipes
- Nasonovia carolinensis
- Nasonovia castelleiae
- Nasonovia collomiae
- Nasonovia compositellae
- Nasonovia crenicorna
- Nasonovia cynosbati
- Nasonovia dasyphylli
- Nasonovia davidsoni
- Nasonovia grossa
- Nasonovia heucherae
- Nasonovia hottesi
- Nasonovia houghtonensis
- Nasonovia jammuensis
- Nasonovia muesebecki
- Nasonovia nivalis
- Nasonovia pilosellae
- Nasonovia polemonii
- Nasonovia purpurascens
- Nasonovia ranunculi
- Nasonovia ribifolii
- Nasonovia ribisnigri
- Nasonovia rostrata
- Nasonovia salebrosus
- Nasonovia sampsoni
- Nasonovia saxifragae
- Nasonovia smithi
- Nasonovia stroyani
- Nasonovia suguri
- Nasonovia takala
- Nasonovia tiarellae
- Nasonovia wahinkae
- Nasonovia vannesii
- Nasonovia werderi
- Nasonovia williamsi
- Nasonovia vockerothi